# ROCS Kang Ding (FFG-1202)
La ROCS Kang Ding (FFG-1202) es una fragata de la marina de guerra de la República de China y nave líder de la clase a la que da nombre, basada en el diseño La Fayette.

## Construcción
Fue construida por DCN en Lorient (Francia) y fue asignada en 1996.

## Historia de servicio
La fragata Kang Ding, junto al resto de las unidades de su clase, será sometida a un up-grade por NCSIST con asistencia de personal francés.